# Fernando Tordo
Fernando Travassos Tordo (* 29. März 1948 in Lissabon) ist ein portugiesischer Sänger.

## Leben und Wirken
Als 18-Jähriger sang er bei der portugiesischen Beatband Sheiks, ab 1968 wurde er als Solokünstler aktiv. Er nahm von 1969 bis 1972 jedes Jahr am Festival da Canção teil, ohne jedoch einen Sieg zu erringen. Beim Festival 1973 jedoch siegte er und durfte daher beim Concours Eurovision de la Chanson 1973 in Luxemburg für sein Heimatland antreten. Sein Schlager Tourada erreichte einen zehnten Platz. 1975 gründete er zusammen mit u. a. Paulo de Carvalho, Ary dos Santos und Carlos Mendes die Plattenfirma Toma Lá Disco. 
Zusammen mit der Band Os Amigos siegte Tordo erneut bei der Vorauswahl und war daher ein zweites Mal beim Eurovision Song Contest. Beim Wettbewerb 1977 ging deren Titel auf Platz 14. 
Sein Sohn ist der bekannte Schriftsteller João Tordo. 

## Diskografie
Alben
- Festival da Camaradagem – 1971 (mit Paulo de Carvalho, Duo Orfeu und José Carlos Ary dos Santos)
- Tocata (LP, Pergola-Universal, 1972)
- Feito Cá Para Nós (LP, TLD, 1975)
- Estamos Vivos! (LP, TLD, 1977)
- Fazer Futuro (LP, TLD, 1979)
- Canta Ary
- Cantigas Cruzadas (LP, Danova, 1980)
- Sopa de Pedra (LP, Danova, 1982)
- Adeus Tristeza (LP, Dacapo, 1983)
- Anticiclone (LP, Transmédia, 1984)
- A Ilha do Canto (LP, Transmédia, 1986)
- O Menino Ary dos Santos (LP, CBS, 1988)
- Só Nós Três (mit Carlos Mendes und Paulo de Carvalho) – 1989
- Boa Nova – mit Carlos Mendes – (LP, Tertúlia, 1992)
- Só Ficou O amor Por Ti (CD, Movieplay, 1994)
- Lisboa de Feira (mit dem National Youth Jazz Orchestra) (LP, ed.Autor, 1995)
- Penisular (CD, 1997)
- Calendário (CD, ed.Autor/DN, 1997)
- E no entanto ela move-se (CD, Universal, 2002)
- Laureados com os Prémios Nobel (2006)
- Duetos (2019)